# Amietia viridireticulata
Amietia viridireticulata е вид жаба от семейство Pyxicephalidae.

## Разпространение
Видът е разпространен в Малави и Танзания.